# メリラス郡
メリラス郡（メリラスぐん、Melilas）は、ブルネイ・ブライト地区にある郡。ブライト地区の南端に位置し、北はスカン郡、東・南・西はマレーシア・サラワク州と接する。

## 村
メリラス郡は以下の村から構成される。
- テンピナク村（Kampong Tempinak）
- メリラス村（Kampong Melilas）
- ベンゲランII村（Kampong Bengerang II）